# 第13回東京音楽祭
第13回東京音楽祭（13th Tokyo Music Festival）は、13回目の東京音楽祭である。1984年4月1日、日本武道館にて世界大会が開かれ、ローラ・ブラニガンがグランプリ受賞。
- 第12回東京音楽祭-第13回東京音楽祭-第14回東京音楽祭

## 概要
- 11/1～12/16の期間中に世界各国の応募曲（15ヶ国、64曲）からテープ審査の結果、海外10曲、日本から5組、計15曲が参加。

## 司会者
- 井上順
- 朝比奈マリア

## スペシャルゲスト
Guest Singer
- リンダ・ロンシュタット＆ザ・ネルソン・リドル・オーケストラ Linda Ronstadt and The NelsonRiddleOrchestra

## プレゼンター
- リタ・クーリッジ

## 審査員
Judges
- 服部良一（審査委員長、音楽家）
- 吉田正（審査委員長代行、音楽家）
- 服部克久（音楽家）
- 岡野弁（ジャーナリスト）
- 安倍寧（音楽評論家）
- アウグスト・アウゲロ（FIDOF名誉会長）スペイン
- ダニー・オドノヴァン（ダニーオドノヴァンエンタープライズ社長）イギリス
- サルヴァトーレ・T・キャンティア（MCAミュージック社長）アメリカ
- アリ・マックグロー（女優）アメリカ
- トニー・スコッティー（スコッティーブラザーズ会長）アメリカ
- ジョルジォ・モロダー（作曲家）アメリカ
- ルース・ロビンソン（ハリウッドレポート誌ミュージックエディター）アメリカ
- ミシェル・サルドゥー（歌手）フランス

## 世界大会エントリー
参加15曲（出場順）
| 曲順 | エントリー歌手                                | 参加楽曲                                                                  | 賞                 | 国                         |
| ---- | --------------------------------------------- | ------------------------------------------------------------------------- | ------------------ | -------------------------- |
| 1    | 欧陽菲菲                                      | 「ラヴ・イズ・オーヴァー」                                                | 銀賞               | 日本（台湾） Japan(Taiwan) |
| 2    | マーク・ホールデン Mark Holden                | 「フォー・ユー」 For You                                                  | 金賞               | オーストラリア Australia   |
| 3    | リマール Limahl                               | 「オンリー・フォー・ラブ」 Only For Love                                  | 銀賞               | イギリス UK                |
| 4    | 香坂みゆき                                    | 「サヨナラの鐘」                                                          | ネルソン・リドル賞 | 日本 Japan                 |
| 5    | ダン・バード Dan Byrd                         | 「ステイ」 Stay                                                           |                    | ベルギー Belgium           |
| 6    | ピア・ザドーラ Pia Zadora                     | 「ワイルド・ドリーム」 Wild Dreams                                        | 金賞               | アメリカ合衆国 USA         |
| 7    | 吉川晃司                                      | 「モニカ」                                                                | 外国審査員団賞     | 日本 Japan                 |
| 8    | タコ Taco (Taco Ockerse)                      | 「サヨナラ」 Sayonara                                                     | 最優秀歌唱賞       | ドイツ W.Germany           |
| 9    | 西城秀樹                                      | 「Do You Know」                                                           | 銀賞               | 日本 Japan                 |
| 10   | コリンヌ・エルメス Corinne Hermès             | 「ミカエル」 Michael                                                      |                    | フランス France            |
| 11   | ミン・ヘイギョン Min Hae Kyung                | 「ステイ・バイ・ミー」 Stay By Me                                         |                    | 韓国 Republic of Korea     |
| 12   | 清水宏次朗                                    | 「ビリージョエルは似合わない」                                            |                    | 日本 Japan                 |
| 13   | ジャッキー・クォーツ Jakie Quartz             | 「愛は夢のなかに」 Mise Au Point                                          |                    | フランス France            |
| 14   | ヤング・タイガース（小虎隊） The Young Tigers | 「Good-Byeに涙は似合わない」 （忍著淚說Goodbye） My Tears To Say Good-Bye |                    | イギリス領香港 Hong Kong   |
| 15   | ローラ・ブラニガン Laura Branigan             | 「ラッキー・ワン」 The Lucky One                                          | グランプリ         | アメリカ合衆国 USA         |

## エピソード
- リンダ・ロンシュタットと親しい関係で、映画監督のジョージ・ルーカスがお忍びでの音楽祭観賞をしていたのが報道陣に見つかりエピソードとして報道された。

- カジャグーグーからソロ転向したリマールは、審査員のジョルジュ・モルダーと知り合うこととなり、映画「ネバーエンディングストーリー」サウンドトラックのオファーを受け、テーマソングを歌うことになった。

- 西ドイツから参加のタコは、蝶々夫人をモチーフにしたエキゾチックな楽曲を船長スタイルで歌唱。曲の数箇所でナレーションが入り、ステージ上で女優・高橋恵子が紹介されナレーションを行っている。ナレーション最初の出だしがマイクに入らず、マイクトラブルを司会の井上順が詫びている。